# VG Chartz
VG Chartz est un site Web spécialisé dans la compilation de ventes de jeux vidéo, créé en juin 2006 par Brett Walton.
La méthode de VG Chartz consiste à combiner des informations issues de plusieurs sources : échantillon de ventes directes, connaissance de l’industrie (tendances, segmentation du marché), analyse statistique (régressions, projections), contacts avec des professionnels, examen des ventes au détail.
La fiabilité des informations de VG Chartz a été mise en question par certaines publications vidéoludiques. Simon Carless de Game Developer apprécie le concept du site et le travail des employés. En revanche, il estime qu’en raison de leurs méthodes, les données ne tiennent que de l’approximation. Il note également que VG Chartz ajuste constamment ses modèles, ce qui revient à modifier a posteriori les données sans explications. Ces éléments le conduisent à considérer que ces données doivent être manipulées avec précaution, et il ne recommande pas leur utilisation pour un travail d’écriture ou d’analyse.
Le site n'explique en effet pas comment ses données sont concrètement récoltées : aucun magasin ou chaîne de magasins n'est cité, et compte tenu de la coopération de ces revendeurs avec des instituts réputés, comme NPD ou GfK, il paraît peu probable que VG Chartz ait réellement accès à des chiffres tangibles. Le site ne se cache d'ailleurs pas d'utiliser lui-même les données des instituts pour réajuster ses chiffres, admettant ainsi qu'ils n'ont à l'origine aucune crédibilité,.
Un exemple de classement infondé fait surface en juin 2010, lorsque VG Chartz classe le jeu Arc Rise Fantasia parmi les meilleures ventes avec plus de 22 000 exemplaires vendus. Le jeu n'étant pas sorti à l'époque, il parait probable que les responsables du site aient confondu la date de sortie pour fin juillet avec fin juin.